# Fulbergets naturreservat
Fulbergets naturreservat är ett naturreservat i Hällefors kommun i Örebro län.
Området är naturskyddat sedan 2024 och är 246 hektar stort. Reservatet ligger nordost om Hällefors och består av gammal barrskog.